# Армянский крест

Армянский крест

Армянский крест (арм. Հայկական խաչ, [haykakan khach]), также его называют Проросшим или Цветущим — своеобразный вид креста, который отличается проросшими ответвлениями, расширенными оконцовками креста и ленточным обрамлением. Орнамент символизирует животворящую силу креста и его отличие от креста как орудия наказания.

## Армянский крест и хачкары
Армянский проросший крест нашёл своё отражение в армянских камнях-крестах — хачкарах.

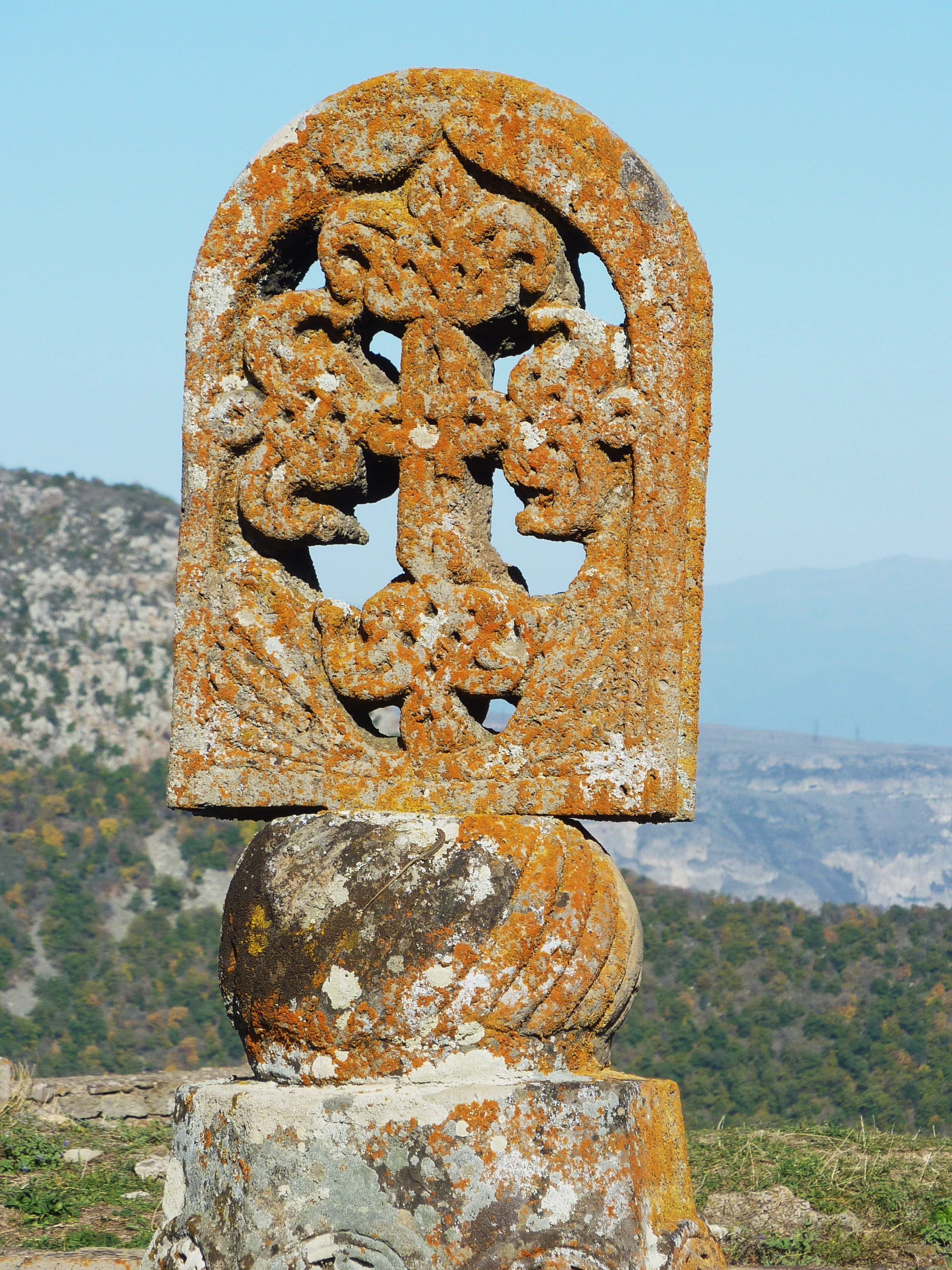
Крест в Татеве
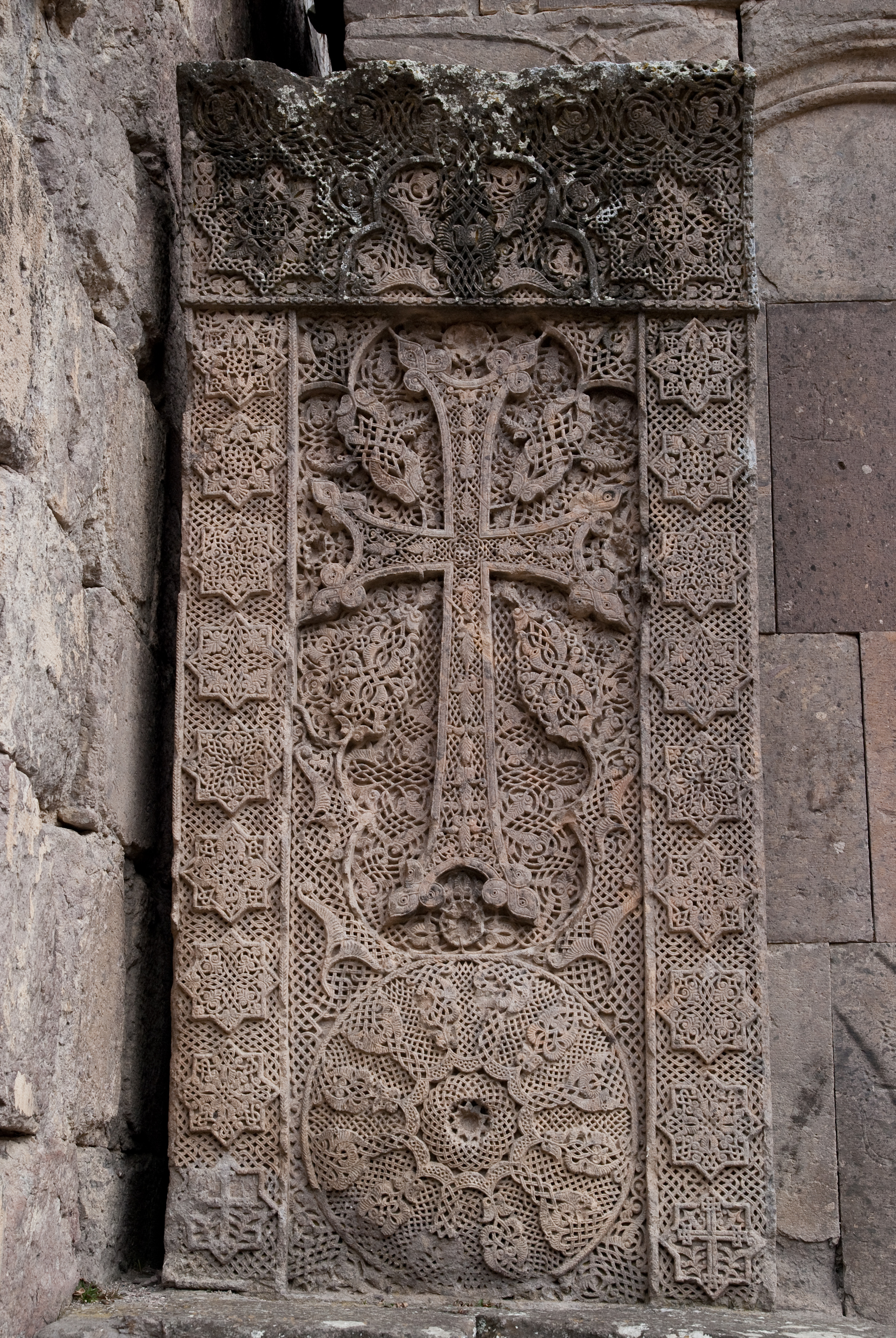
Хачкар мастера Погоса в Гошаванке, считающийся лучшим произведением мастера
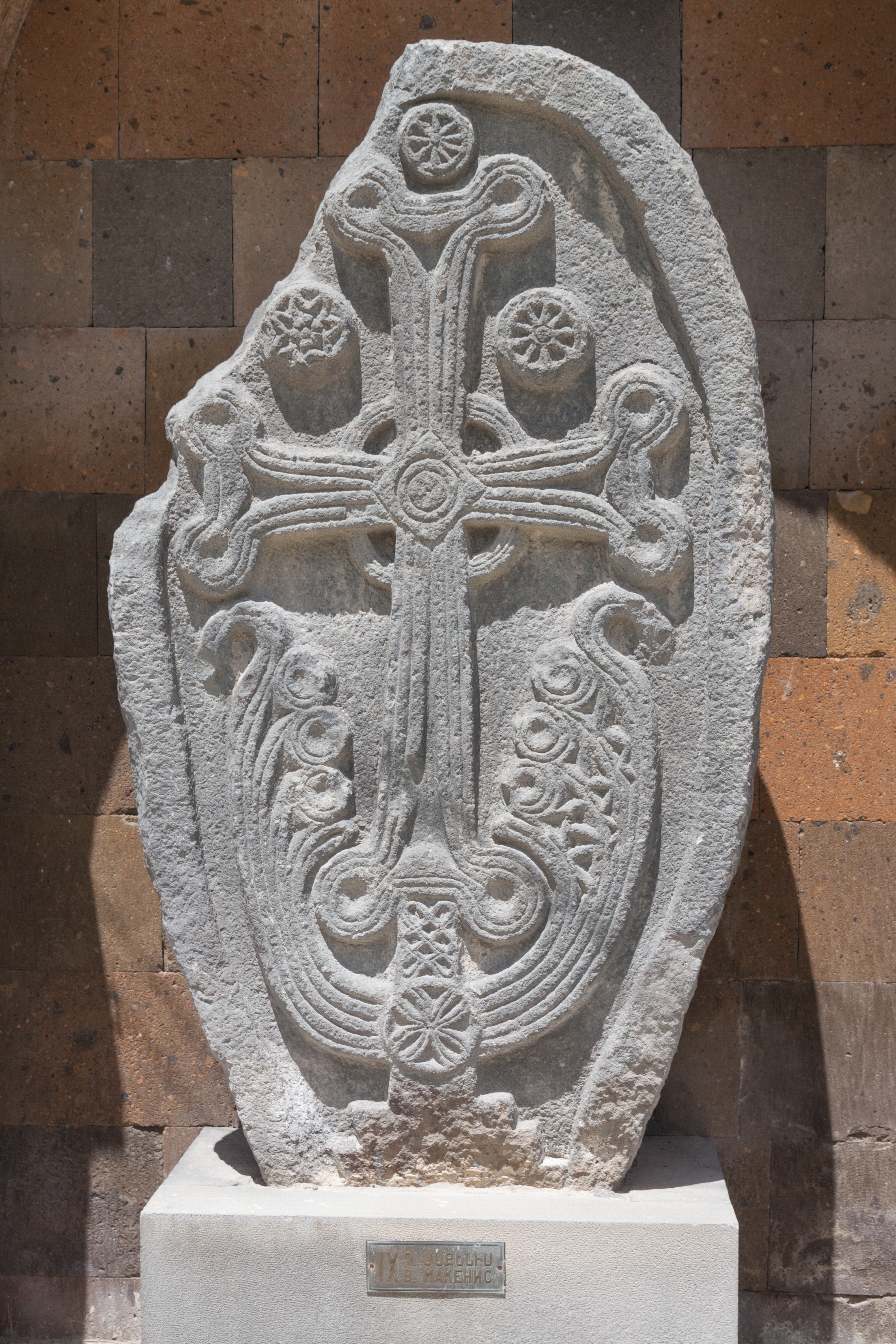
Хачкар 996 года с мыса Норатус, ныне хранится в Эчмиадзинском монастыре
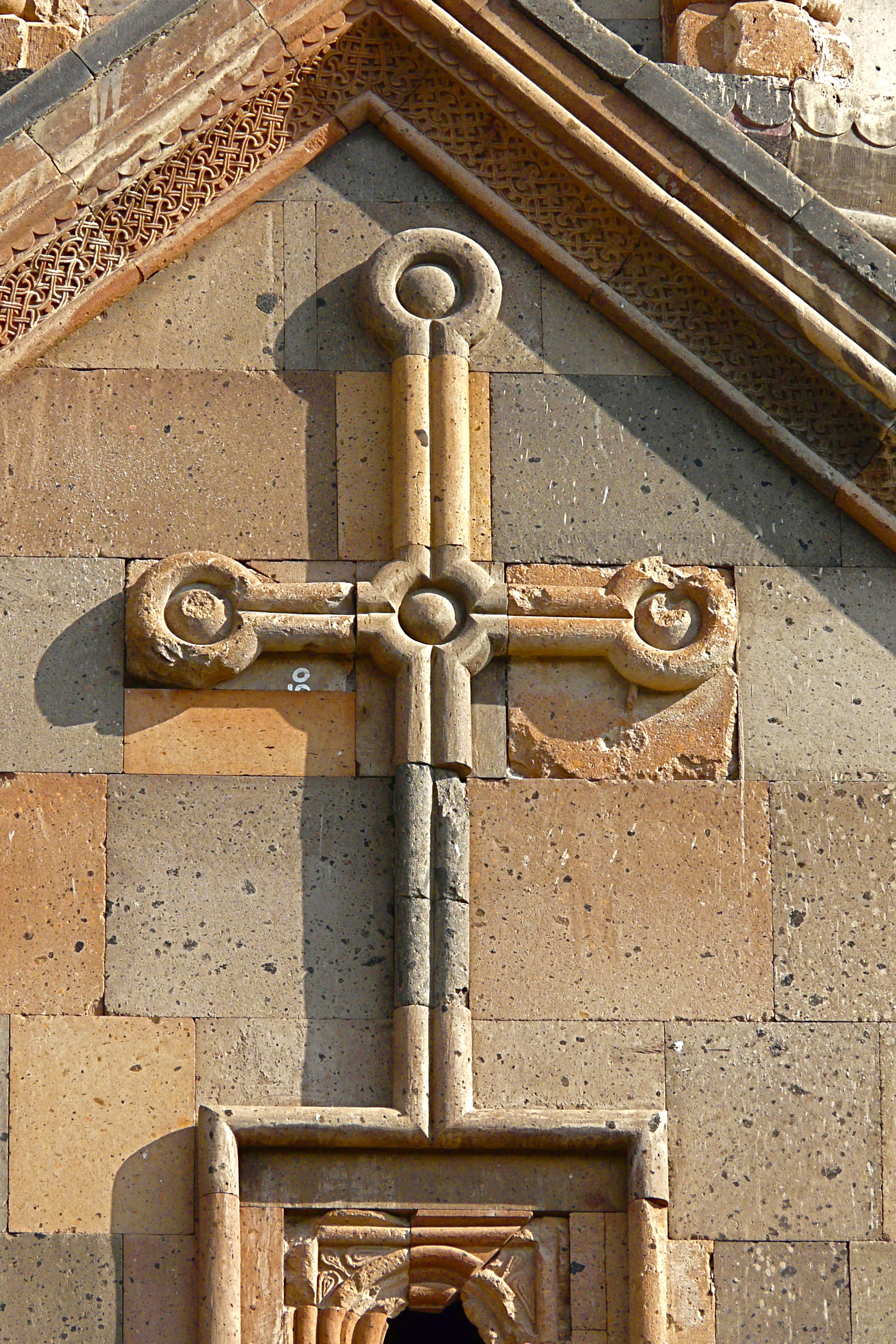
Ованаванк, 1216—1221
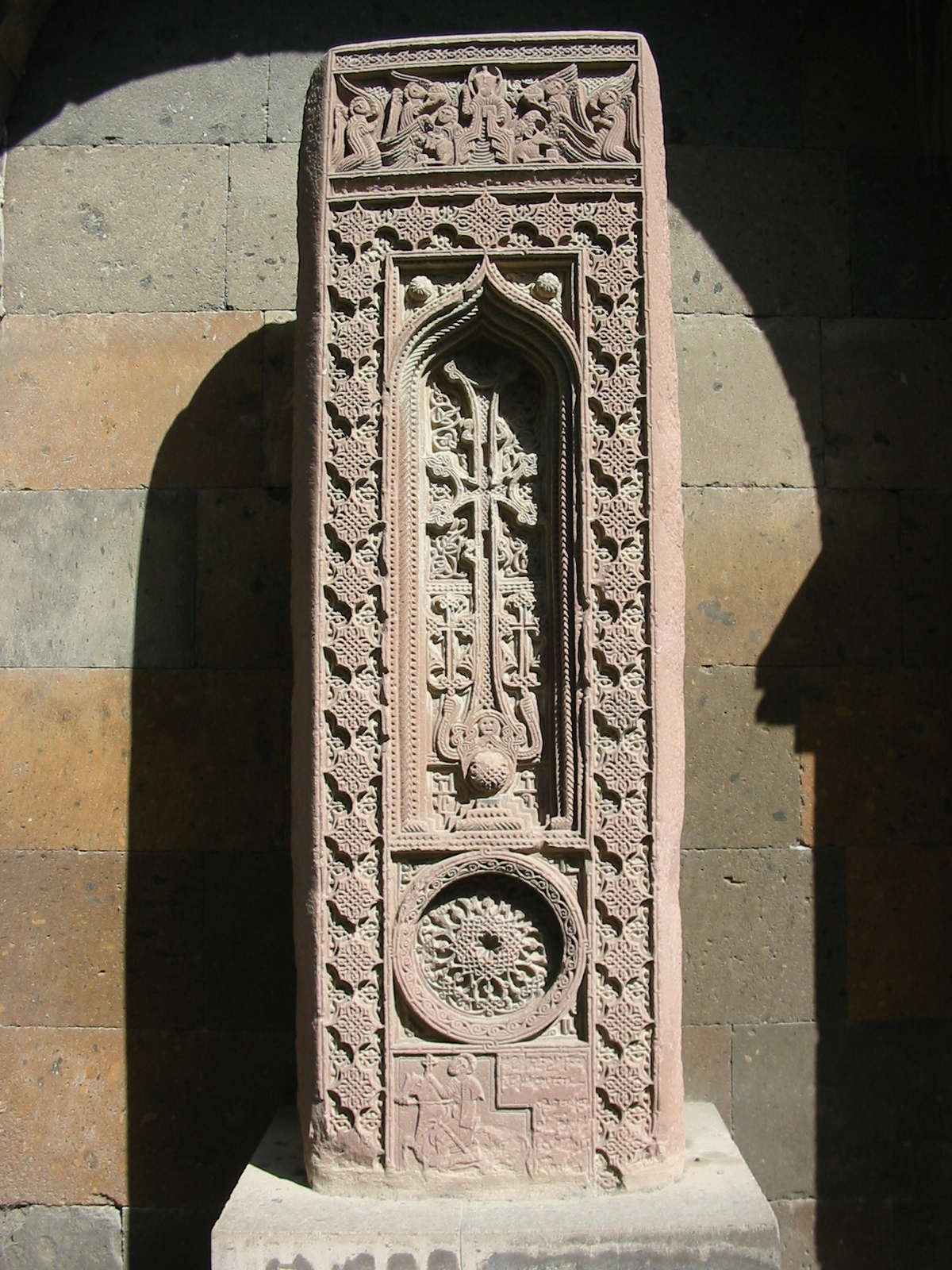
Хачкар из Джуги, 1602 год (хранится в Эчмиадзине)
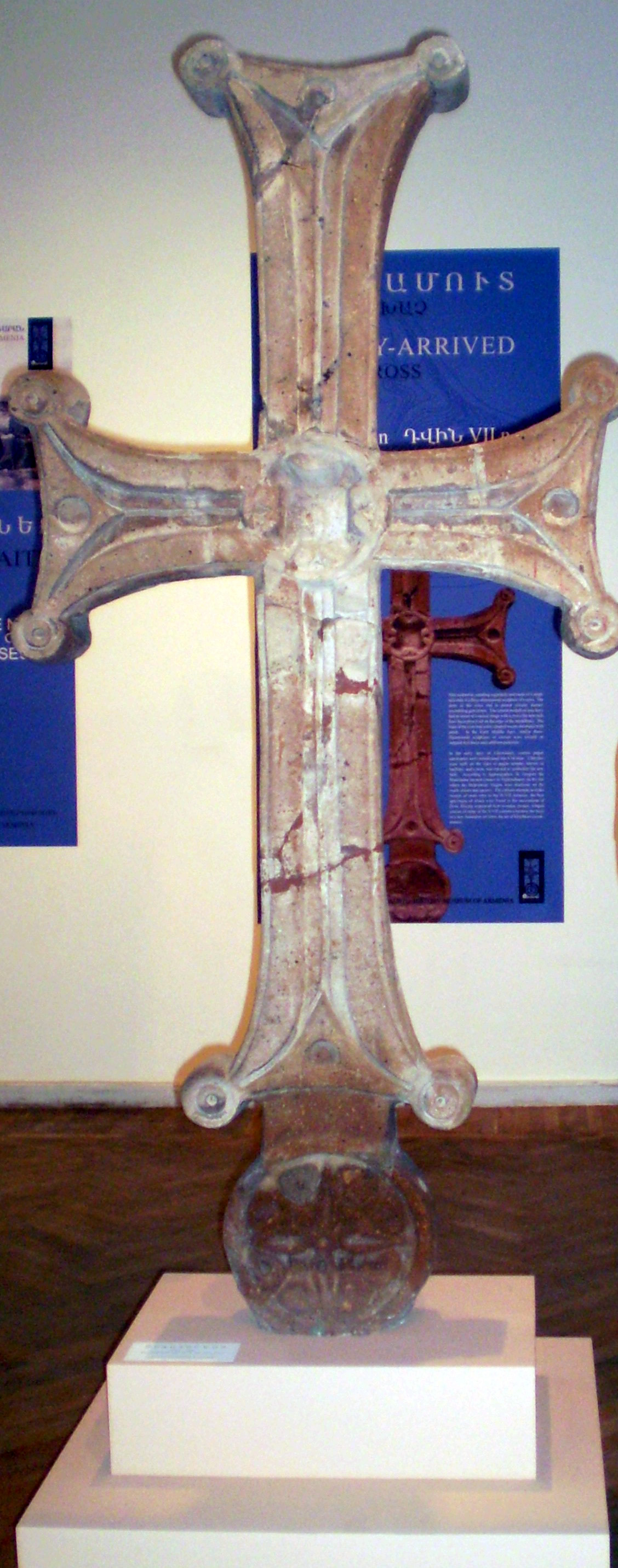
Армянский крест из Двина
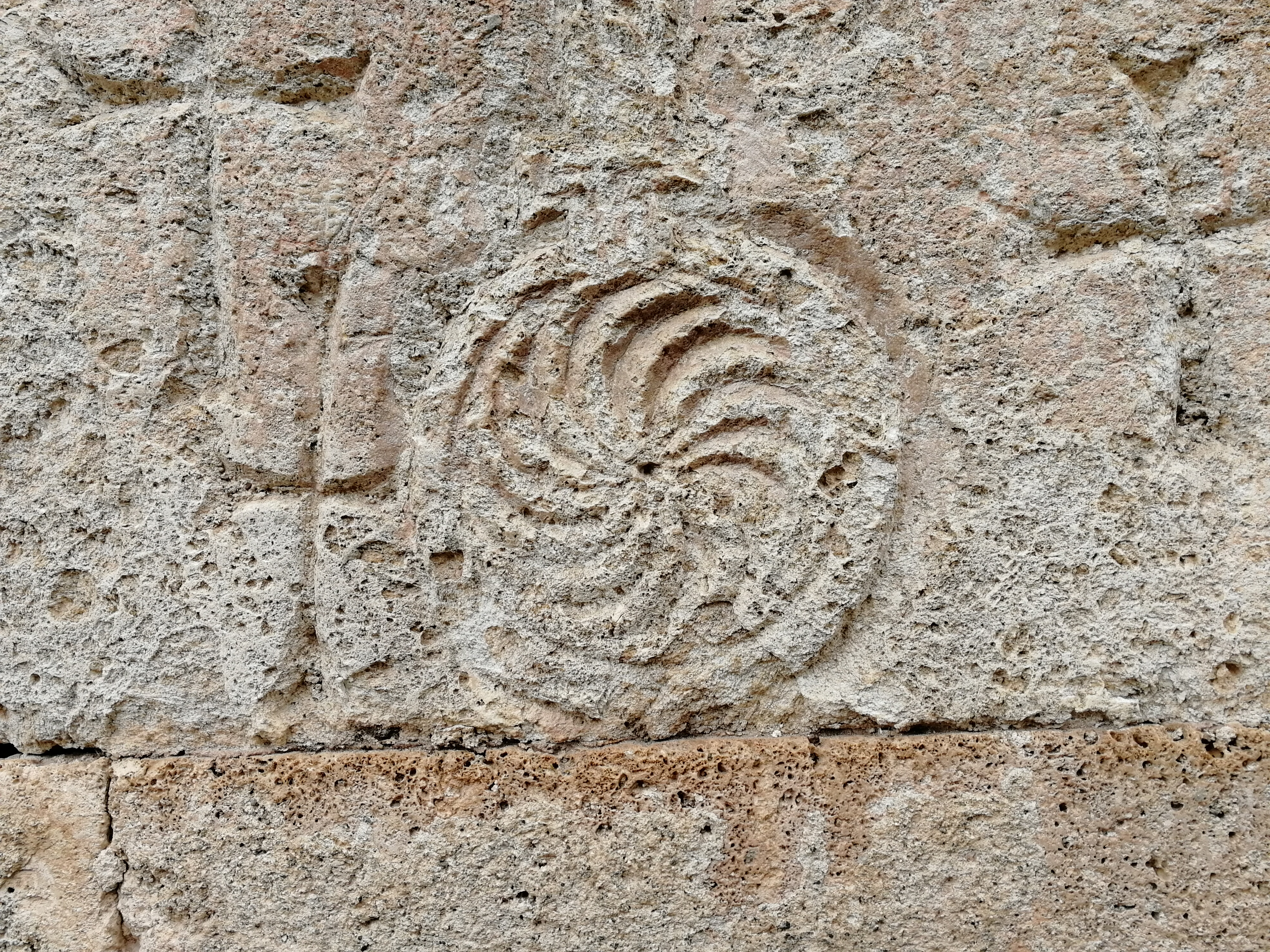
На стенах Дадиванка совместно с изображением Аревахача
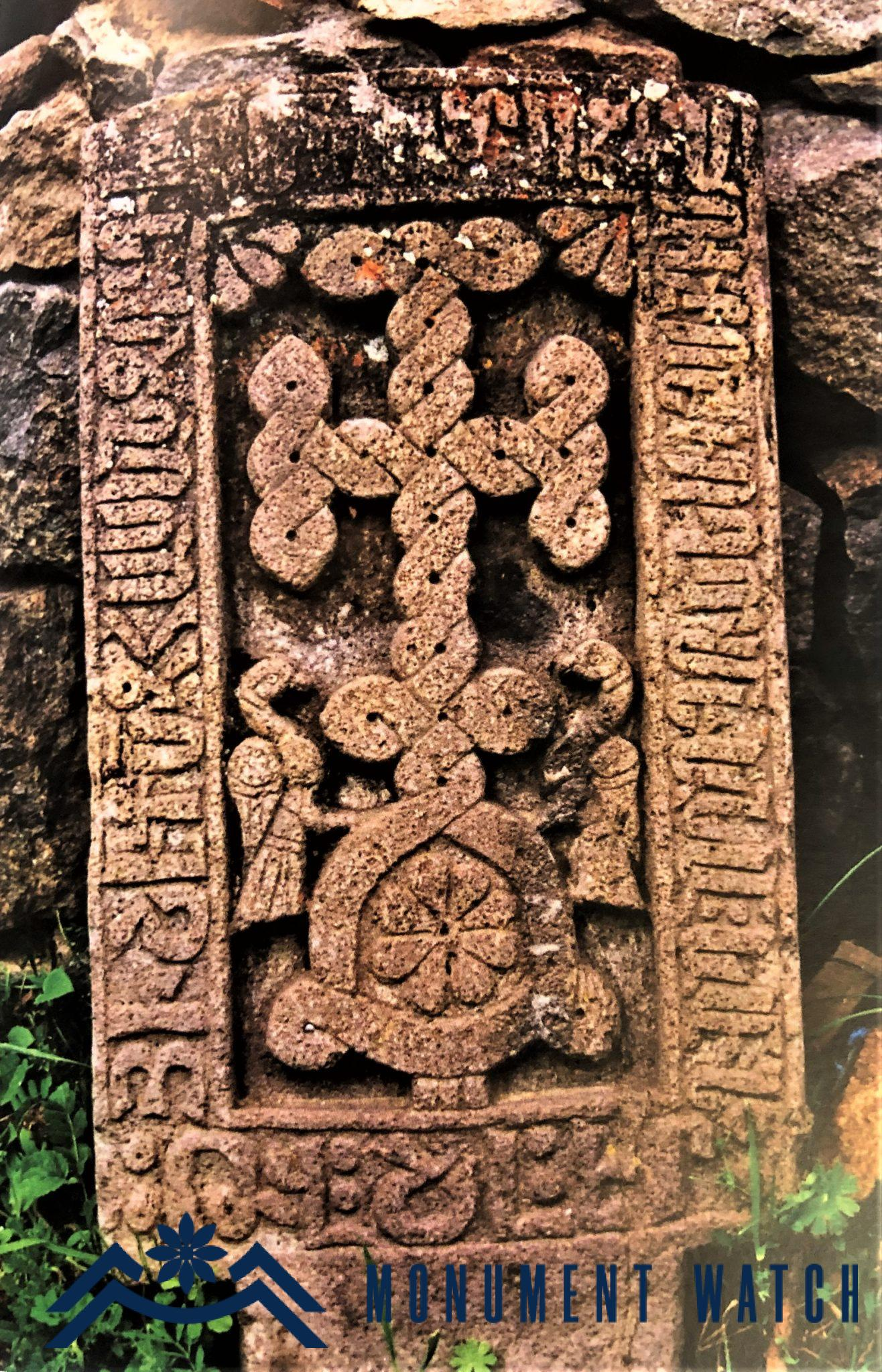
Хачкар из монастыря Авуцтар в области Котайк, 1081 год
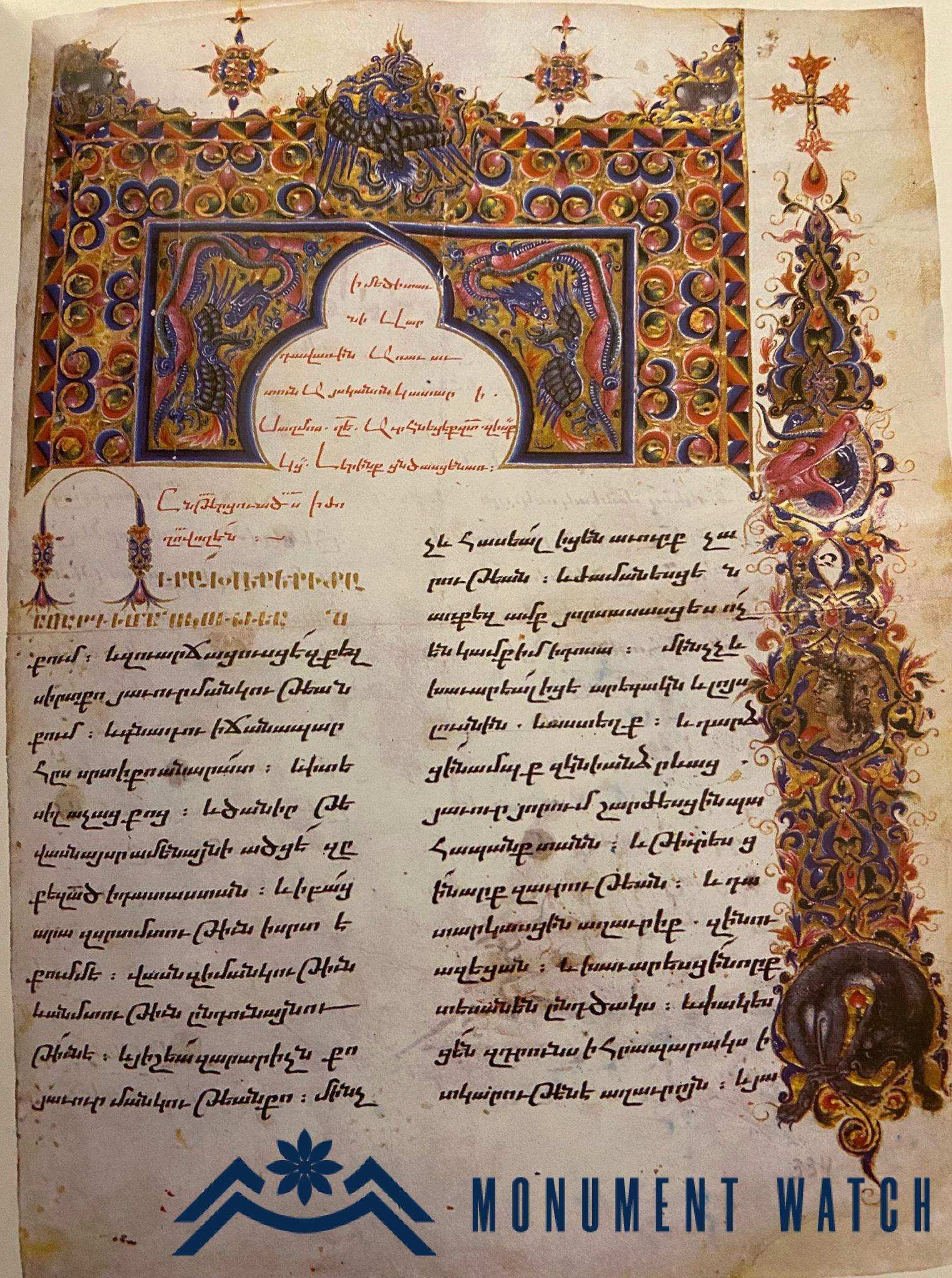
Чашоц царя Хетума II, 1286 год. В правом верхнем углу изображён один из вариантов армянского креста
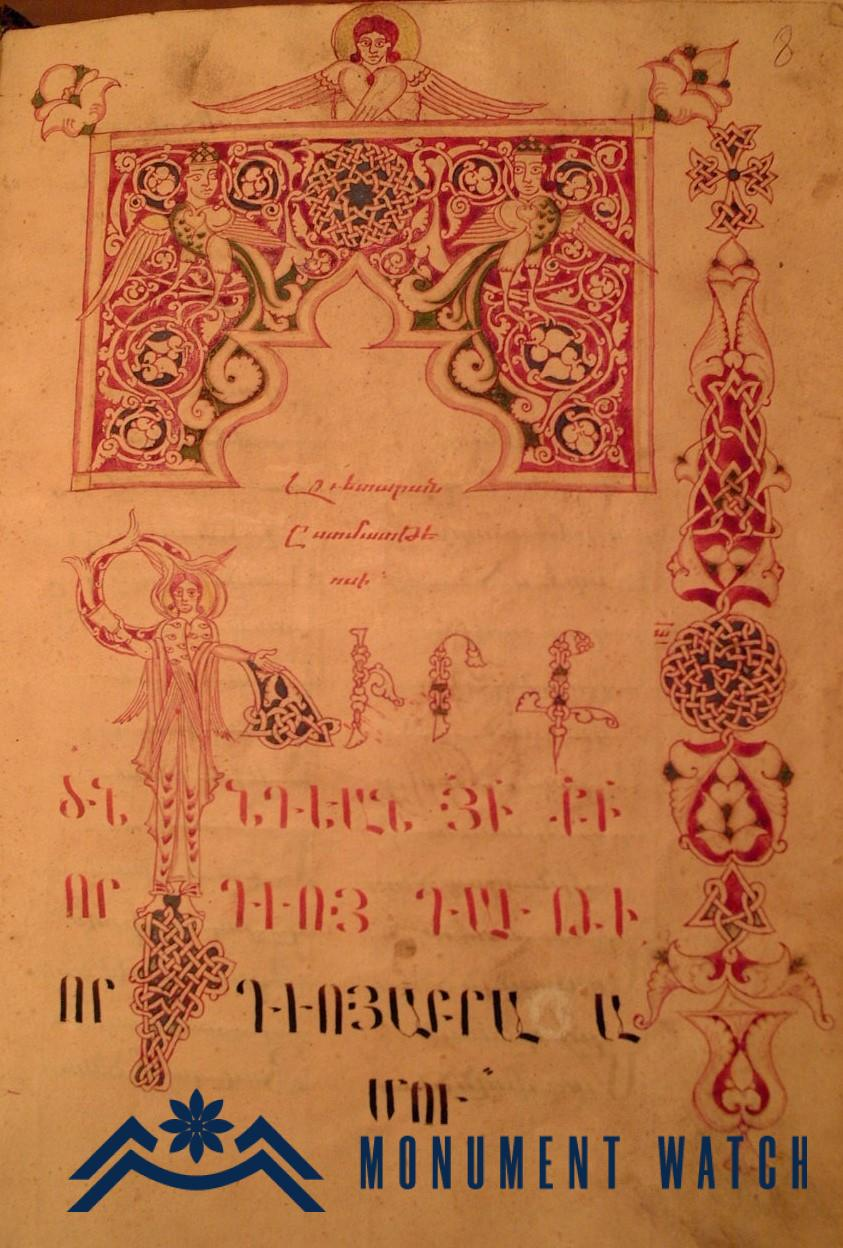
Евангелие Симеона Арчишеци, 1288 год. В правом верхнем углу изображён один из вариантов армянского креста
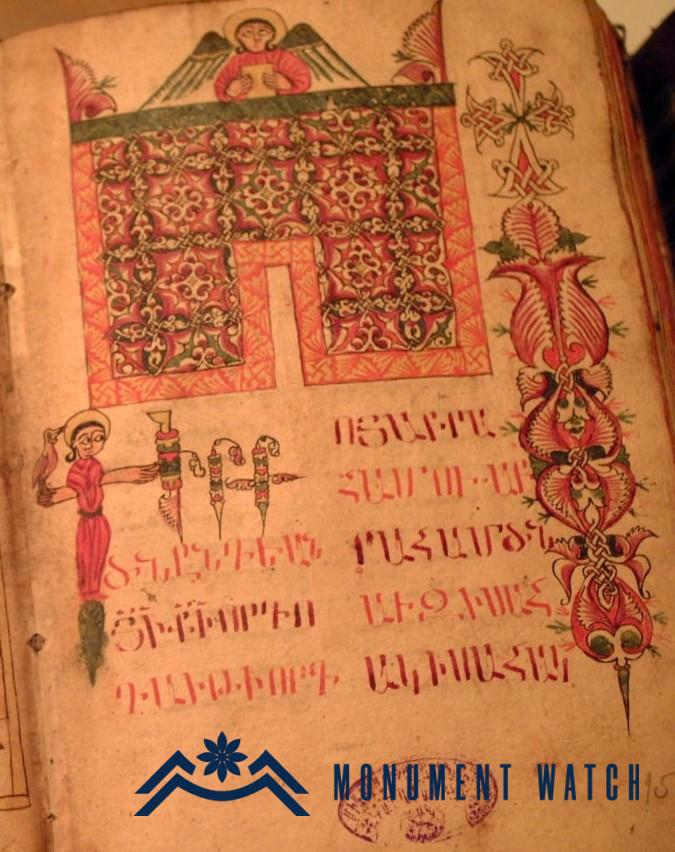
Евангелие Даниела Цахкоха, 1414 год. В правом верхнем углу изображён один из вариантов армянского креста
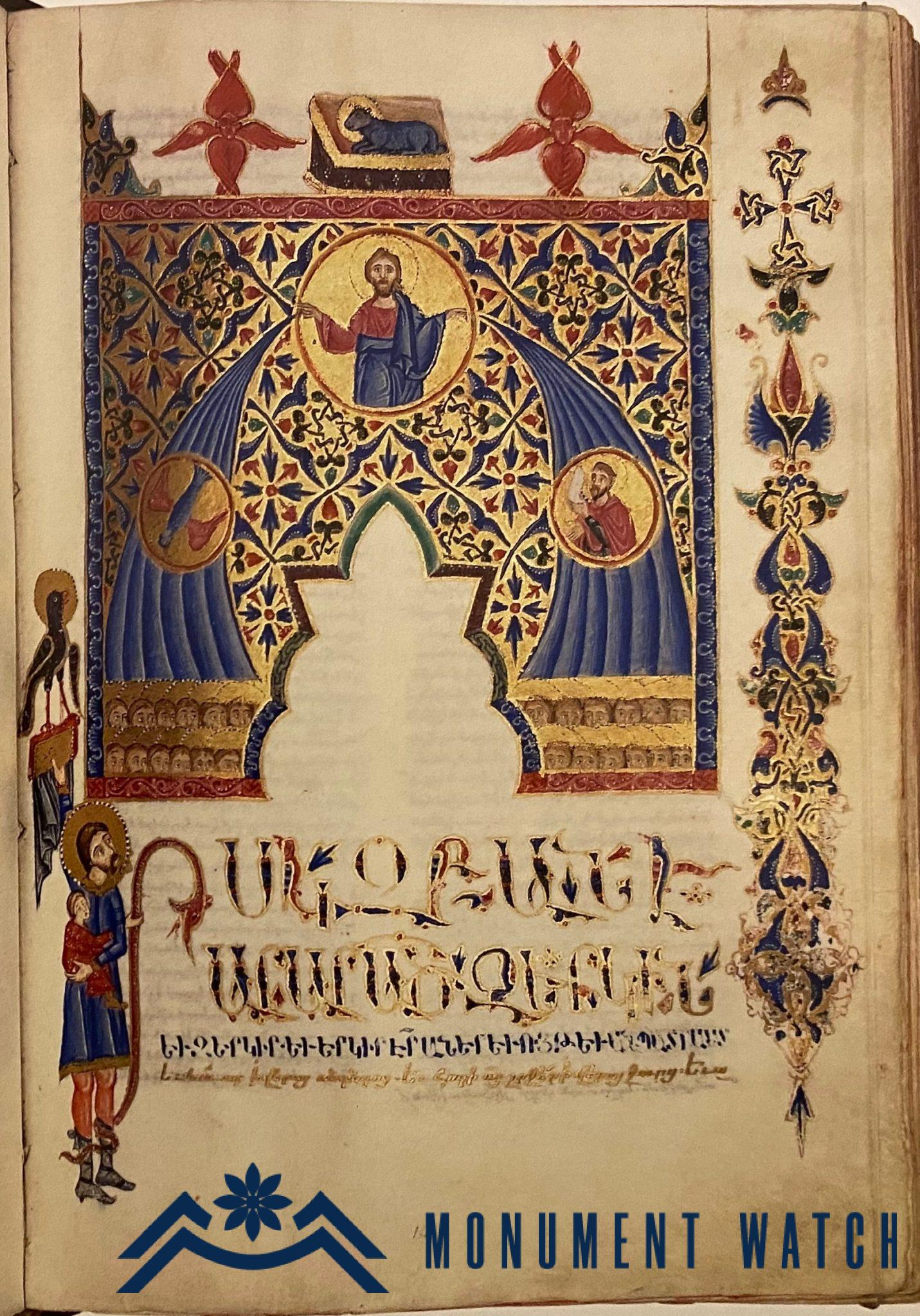
Библия из Константинополя,1623 год. В правом верхнем углу изображён один из вариантов армянского креста

## Официальная символика

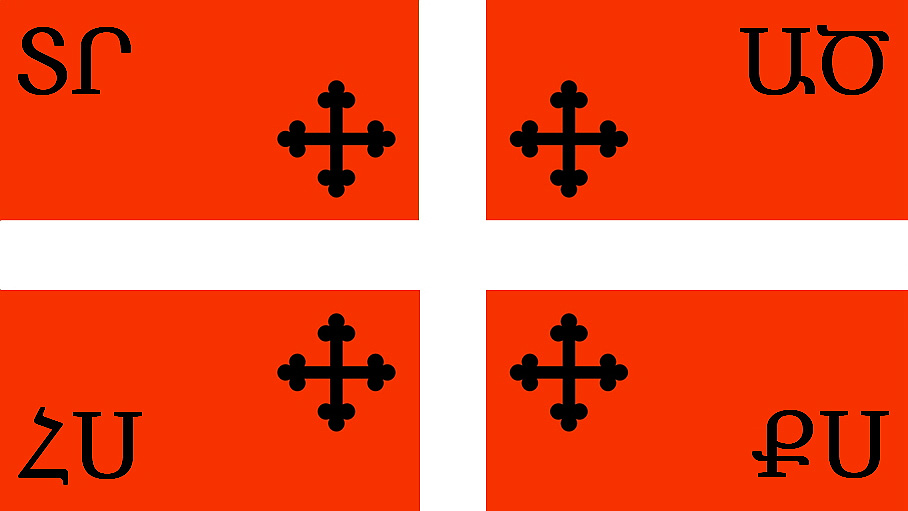
Вариация армянского креста на флаге Хаченского княжества
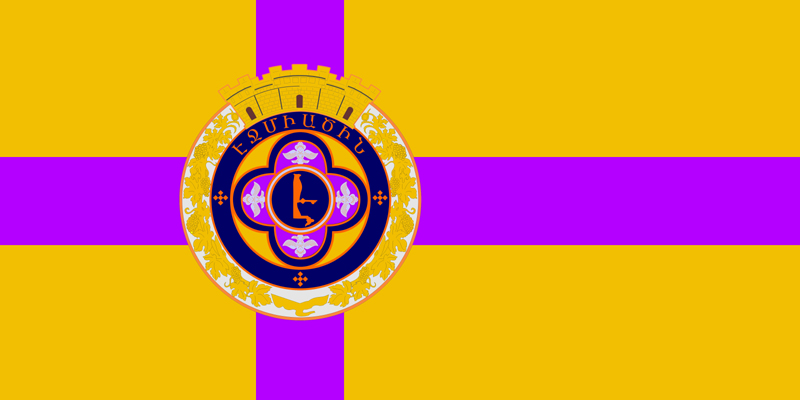
армянский крест на флаге города Эджмиацин
армянский крест на флаге города Гюмри

## Интересные факты
- В 2011 году Министерство по делам ветеранов США подтвердило возможность установления на могилы американских ветеранов армянских крестов, которые официально признаются символами веры. Таким образом, армянский крест стал 35 по счёту «символом веры», который разрешается устанавливать на могильные плиты ветеранов США[3].